# Роберт Вебер
Роберт Вебер (нім. Robert Weber; 17 січня 1905, Франкфурт-на-Майні — 12 листопада 1944, лінкор «Тірпіц») — німецький офіцер, капітан-цур-зее крігсмаріне.

## Біографія
Син пастора Пауля Вебера і його дружини Анни, уродженої Кунц. В березні 1924 року вступив на флот. З січня 1928 по 26 ввересня 1929 року служив на лінкорі «Ельзас». З 30 вересня 1929 року — офіцер роти 1-го морського артилерійського дивізіону. В 1931/33 роках — вахтовий офіцер на торпедному катері T158. З 30 вересня 1933 по 30 вересня 1935 року — інструктор училища корабельної артилерії в Кілі. З жовтні 1935 року служив на крейсері «Кенігсберг», з лютого 1936 року — в інспекції артилерії, потім — на навчальному крейсері училища корабельної артилерії. З 25 листопада 1936 року — вахтовий і артилерійський офіцер на навчальному крейсері.
З 1939 року — знову інструктор училища корабельної артилерії в Кілі. З 6 вересня 1939 року служив в інспекції морської артилерії. З 17 грудня 1939 року — 1-й артилерійський офіцер на важкому крейсері «Лютцов», на якому взяв участь в операції «Везерюбунг». З 27 травня 1940 року служив в штабі 24-го морського артилерійського полку. З 21 червня 1940 року — 1-й офіцер Адмірал-штабі в штабі командувача ВМС в Північній Франції. 4 грудня 1940 року направлений на будівництво лінкора «Тірпіц». З 25 лютого 1941 року — 1-й артилерійський офіцер на «Тірпіці». З 15 листопада 1943 року — референт з корабельної артилерії в інспекції морської артилерії. З січня 1944 року — 1-й офіцер Адмірал-штабу в штабі командувача-адмірала на Північному морі. З 5 травня 1944 року — 1-й офіцер на «Тірпіці». З 4 листопада 1944 року — командир «Тірпіца». Через 8 днів загинув під час потоплення лінкора.

## Звання
- Кандидат в офіцери (березень 1924)
- Оберфенріх-цур-зее (1 травня 1928)
- Лейтенант-цур-зее (1 жовтня 1928)
- Оберлейтенант-цур-зее (1 липня 1930)
- Капітан-лейтенант (1 травня 1935)
- Корветтен-капітан (1 серпня 1939)
- Фрегаттен-капітан (1 червня 1943)
- Капітан-цур-зее (1 жовтня 1944)

## Нагороди
- Медаль «За вислугу років у Вермахті» 4-го і 3-го класу (12 років)
- Залізний хрест 2-го і 1-го класу
- Нагрудний знак морської артилерії